# 帕拉赞日
帕拉赞日（法語：Palazinges，法語發音：[palazɛ̃ʒ]）是法国科雷兹省的一个市镇，位于该省中南部，属于布里夫拉盖亚尔德区。

## 地理
帕拉赞日（45°9'33"N, 1°41'42"E）面积5.25 平方千米，位于法国新阿基坦大区科雷兹省，该省份为法国中南部省份，北起上维埃纳省和克勒兹省，西接多爾多涅省，南至洛特省，东临多姆山省和康塔爾省。
与帕拉赞日接壤的市镇（或旧市镇、城区）包括：阿尔比尼亚克、欧巴济讷、贝纳、勒沙斯唐、达尼亚。

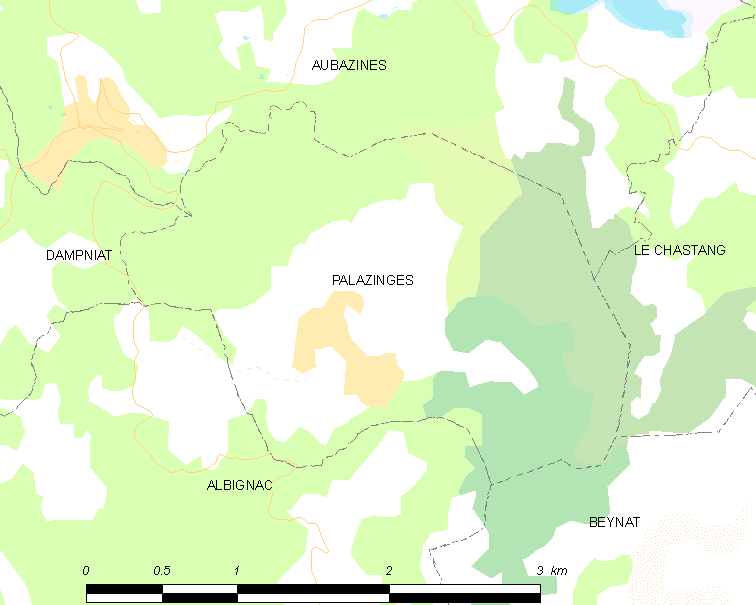
帕拉赞日的OSM定位图

帕拉赞日的时区为UTC+01:00、UTC+02:00（夏令时）。

## 行政
帕拉赞日的邮政编码为19190，INSEE市镇编码为19156。

## 政治
帕拉赞日所属的省级选区为科雷兹南部县。

## 人口

1962-2008年间帕拉赞日人口变化图示

帕拉赞日于2022年1月1日时的人口数量为167人。